# Nipponopsalis
Nipponopsalididae
Famille
Genre
Nipponopsalis, unique représentant de la famille des Nipponopsalididae, est un genre d'opilions dyspnois.

## Distribution
Les espèces de ce genre se rencontrent au Japon et en Corée du Sud

## Liste des espèces
Selon World Catalogue of Opiliones (24/04/2021) :
- Nipponopsalis abei (Sato & Suzuki, 1939)
- Nipponopsalis coreana (Suzuki, 1966)
- Nipponopsalis yezoensis (Suzuki, 1958)

## Publications originales
- Martens & Suzuki, 1966 : « Zur Systematischen Stellung Ostasiatischer Ischyropsalididen-Arten (Arachnoidea, Opiliones, Ischyropsalididae). » Annotationes Zoologicae Japonenses, vol. 39, p. 215–221.
- Martens, 1976 : « Genitalmorphologie, System und Phylogenie der Weberknechte (Arachnida: Opiliones). » Entomologica Germanica, vol. 3, no 1/2, p. 51–68.